# محافظة بينار ديل ريو
محافظة بينار ديل ريو (بالإنجليزية: Pinar del Río Province)‏ هي مقاطعة في كوبا، تتبع كوبا، بلغ عدد سكانها 587٬026 نسمة، في 2012، عاصمتها بينار ديل ريو، تبلغ مساحتها 8٬884٫51 كيلومتر مربع.

## الموقع
تشترك في الحدود مع:
- أرتيميسا
- La Habana Province (1976–2010) [الإنجليزية]‏.

## التقسيمات الإدارية
- Consolación del Sur [الإنجليزية]‏
- Guane [الإنجليزية]‏
- Los Palacios [الإنجليزية]‏
- La Palma, Cuba [الإنجليزية]‏
- Mantua, Cuba [الإنجليزية]‏
- Minas de Matahambre [الإنجليزية]‏
- بينار ديل ريو
- San Juan y Martínez [الإنجليزية]‏
- San Luis, Pinar del Río [الإنجليزية]‏
- Sandino, Cuba [الإنجليزية]‏
- Viñales [الإنجليزية]‏.

## أعلام
- خوسيه كونتريرز